# اولد توسان (آریزونا)
اولد توسان (به انگلیسی: Old Tucson) یک منطقهٔ مسکونی در ایالات متحده آمریکا است که در آریزونا واقع شده است. اولد توسان ۸۱۲ متر بالاتر از سطح دریا واقع شده است.